# Gustavo Zapata
Gustavo Miguel Zapata (Saladillo, 15 ottobre 1967) è un ex calciatore argentino, di ruolo centrocampista.

## Carriera

### Club
Debutta a 19 anni nel River Plate, dove rimane fino al 1993, giocando 163 partite in Primera División Argentina, segnando 3 volte. Nel 1993 si trasferisce in Giappone, al Yokohama F. Marinos, dove rimane fino al 1996. Nel 1997 torna in Argentina al San Lorenzo; trasferitosi nel 2001 al Chacarita Juniors, vi chiude la carriera al termine dello stesso anno.

### Nazionale
Con la nazionale di calcio dell'Argentina ha giocato 35 partite, vincendo due Copa América consecutive, Cile 1991 e Ecuador 1993.

## Palmarès

### Nazionale
- Coppa America: 2

Cile 1991, Ecuador 1993